# Model escandinau

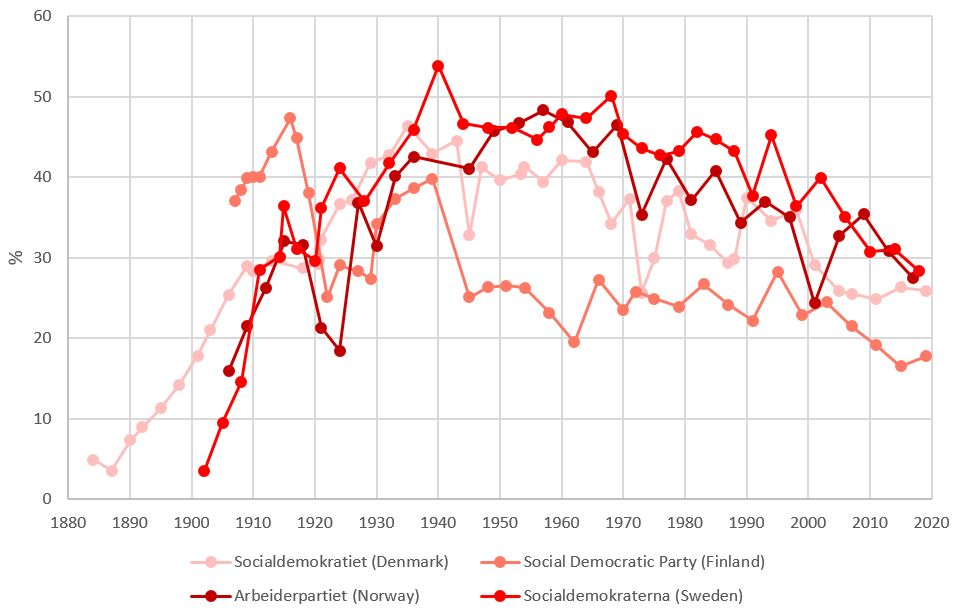

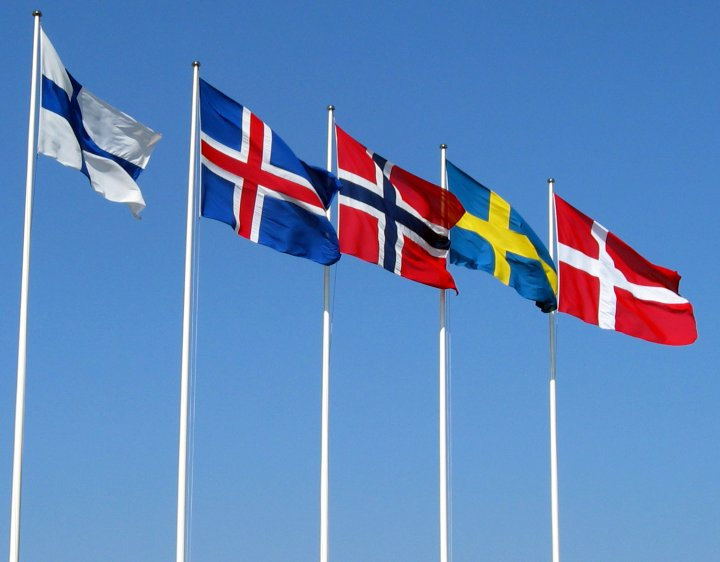
Banderes dels països nòrdics

El model escandinau o model nòrdic, també anomenat capitalisme nòrdic o socialdemocràcia nòrdica, és un terme que es refereix a les polítiques econòmiques i socials comuns als països escandinaus, Dinamarca, Finlàndia, Noruega, Suècia i Islàndia, que inclou una combinació de capitalisme de lliure mercat amb una negociació d'estat del benestar integral i col·lectiva a escala nacional. Aquest model es distingeix d'altres tipus d'estats del benestar en centrar-se en la plena ocupació, la promoció de la igualtat de gènere, en els beneficis socials significatius i igualitaris, una gran redistribució de les rendes i una política fiscal liberal expansionista.
Encara que hi ha diferències significatives entre els països nòrdics, tots comparteixen alguns trets comuns. Aquestes inclouen suport per a un estat de benestar «universalista» dirigit específicament a la millora de l'autonomia individual i la promoció de la mobilitat social; un sistema corporatiu que implica un acord tripartit en el qual els representants dels treballadors i els empresaris negocien els salaris i les polítiques laborals amb la mediació del govern, i un compromís amb la propietat privada generalitzada, el lliure mercat i el lliure comerç.
Cadascun dels països nòrdics tenen els seus propis models econòmics i socials, de vegades amb grans diferències respecte als seus veïns. Segons el sociòleg Lane Kenworthy, en el context del model escandinau, la «socialdemocràcia» és una sèrie de polítiques que promocionen la seguretat i les oportunitats econòmiques en el marc del capitalisme enlloc d'un sistema per reemplaçar el capitalisme.